# Provița de Jos
Proviţa de Jos é uma comuna romena localizada no distrito de Prahova, na região de Muntênia. A comuna possui uma área de 25.33 km² e sua população era de 2454 habitantes segundo o censo de 2007.